# Keetia obovata
Keetia obovata är en måreväxtart som beskrevs av Jongkind. Keetia obovata ingår i släktet Keetia och familjen måreväxter. Inga underarter finns listade i Catalogue of Life.